# Nyctiphrynus ocellatus
Nyctiphrynus ocellatus là một loài chim trong họ Caprimulgidae.